# Baichangmen
Baichangmen (chinesisch 白廠門鎮 / 白厂门镇, Pinyin Báichǎngmén Zhèn) ist eine Großgemeinde ganz im Westen des Kreises Heishan der bezirksfreien Stadt Jinzhou in der chinesischen Provinz Liaoning. Baichangmen besitzt eine Fläche von 94,26 km² und hatte Ende 2017 genau 14.683 Einwohner,
97 % davon ländliche Bevölkerung.
Mehr als 60 % der Einwohner sind Mandschu,
die Umgangssprache in Baichangmen ist jedoch der Nordost-Dialekt des Chinesischen (东北方言). Der spätere Raumfahrer Zhang Xiaoguang wurde 1966 im natürlichen Dorf Qinchaigou (钦差沟) des Verwaltungsdorfs Chengxi geboren.

## Geschichte
Baichangmen geht auf die Festung Zhenjing (镇静堡, also „den Frieden schützen“) zurück, eine der Garnisonen, die ab 1387, zu Beginn der Ming-Dynastie, im gesamten Kreisgebiet gegründet wurden, um Mongolen und Mandschu abzuwehren. Die Truppenstationierung war nur von begrenztem Nutzen – 1642 wurde Jinzhou von den Mandschu eingenommen, die 1644 die Ming-Dynastie stürzten und ihre Qing-Dynastie etablierten.
Die Festung Zhenjing lag dicht an der ab 1648 errichteten Weidenpalisade, und dort befand sich auch ein Tor in der Befestigung, das von einigen dutzend Soldaten bewacht wurde, die der Grenzschutzgruppe Qinghe (清河边门防御, ein Nebenfluss des Liao He) unterstanden.
In den Bergen südwestlich der Festung befand sich damals ein Kreidesteinbruch. Daher erhielt das Tor den Namen „Kleines Tor am Kreidesteinbruch“ (白土厂小门, Pinyin Báitǔchǎng Xiǎo Mén). Im Jahr 1676 wurde das Tor in „Grenztor am Kreidesteinbruch“ (白土厂边门, Pinyin Báitǔchǎng Biānmén) umbenannt. Zu diesem Zeitpunkt befanden sich links und rechts des Tores Nebengebäude, eines mit einer Arrestzelle, in dem anderen befand sich die Wachstube. Hinter dem Tor, auf der mandschurischen Seite, befand sich der Yamen des Kommandeurs, der von einem zivilen Beamten und einem Feldwebel (领催, mandschu: Bošokū) unterstützt wurde, der 29 Bannersoldaten unter sich hatte. Im Gegensatz zu Chinesen, die hierfür ab 1688 eine Sondergenehmigung benötigten, war es Mongolen damals gestattet, die Mandschurei ohne weitere Formalitäten zu betreten, sie hatten sich am Grenztor nur einer Personenkontrolle zu unterziehen.
Diese Möglichkeit wurde von mongolischen Händlern stark genutzt, die sich bald auch in dem Dorf niederließen, das sich hinter dem Tor bildete, ebenso wie in der heutigen Großgemeinde Xinlitun des Kreises Heishan. Heute sind Mongolen nach Han-Chinesen und Mandschu die drittgrößte Ethnie im Kreis.
Als 1945, nach dem Sieg über Japan, die Kuomintang-Truppen in die Gegend einrückten, nannten sie das Dorf hinter dem Tor einfach „Baichangmen“ – der Kreidesteinbruch existierte schon lange nicht mehr.
1956 wurde dann die Gemeinde Baichangmen (白厂门乡) gegründet, mit dem gleichnamigen Dorf als Verwaltungssitz. 1958 wurden die Dörfer im Gemeindegebiet in der „Volkskommune Smaragdgebirge“ (绿宝山公社) zusammengefasst, benannt nach dem bewaldeten Haitang-Gebirge (海棠山) im Westen von Baichangmen, seit dem 1. August 2007 ein Nationales Naturschutzgebiet. 
1961 wurde die Kommune in „Volkskommune Baichangmen“ umbenannt, dann 1983 aufgelöst und wieder in eine Gemeinde umgewandelt. 1986 wurde Baichangmen zur Großgemeinde hochgestuft.

## Administrative Gliederung
Die Großgemeinde Baichangmen besteht aus 13 Verwaltungsdörfern (Stand 2019).
Diese sind:
| Dorf Baichangmen (白厂门村), Regierungssitz der Großgemeinde Dorf Chengxi (城西村) Dorf Ertai (二台村) Dorf Guohuangdi (郭荒地村) Dorf Hantun (韩屯村) Dorf Nanbajiazi (南八家子村) Dorf Santaidong (三台东村) | Dorf Santaixi (三台西村) Dorf Shijiagou (石家沟村) Dorf Tantun (檀屯村) Dorf Toutai (头台村) Dorf Xikangtun (西康屯村) Dorf Yantun (阎屯村) |